# Carlos Lissón
Carlos Lissón,  (Lima, agosto de 1823-Lima, 22 de marzo de 1891) fue un profesor, docente universitario, escritor, funcionario público y político peruano. De vasta cultura humanística y de ideología liberal, fue el primero en escribir sobre sociología en el Perú.

## Biografía
Conocido como Carlos L. Lissón, para diferenciarlo de su hijo, el geólogo Carlos I. Lissón. En 1837, ingresó al Convictorio de San Carlos, cuyo rector era entonces el ideólogo conservador Bartolomé Herrera.
En 1847, no bien culminados sus estudios, pasó a integrar la plana docente del entonces colegio particular Nuestra Señora de Guadalupe, donde tuvo a su cargo las materias de Cálculo, Economía Política e Historia de la Edad Media. Fue también vicerrector en 1853. Cuando dicho plantel fue elevado a la categoría de Colegio Nacional, asumió el cargo de rector, que desempeñó de 1854 a 1859. Hizo importantes reformas, tanto en el orden de los estudios como en el régimen disciplinario.
Fue secretario archivero en el Tribunal del Consulado (1859-1865); fiscal interino en la Corte Superior de Lima (1866) y fiscal de la Nación (1867).
Durante el primer gobierno de Mariano Ignacio Prado fue nombrado oficial mayor del Ministerio de Gobierno y Policía (1867), y como tal, formó parte del llamado Gabinete de los oficiales mayores y directores generales, que reemplazaron accidentalmente a los ministros en la firma de resoluciones supremas.
En 1868, tras el terremoto que asoló el sur peruano, fue nombrado jefe de la sección encargada de inspeccionar el estado de los pueblos afectados por dicha catástrofe.
En 1870 fue nombrado catedrático de Literatura y Gramática General, en la Facultad de Letras de la Universidad de San Marcos, así como decano entre 1870 y 1871, en reemplazo de Sebastián Lorente, que se había ausentado momentáneamente del Perú por motivo de su viaje a Europa. En ese mismo año de 1870 se graduó de bachiller, licenciado y doctor en Letras.
Fue uno de los participantes de la asamblea que dio origen al Partido Civil, que llevó a la presidencia a Manuel Pardo y Lavalle en 1872. Conocedor de su singular talento, Pardo lo nombró oficial mayor del Ministerio de Gobierno (1872-1876). Culminado dicho gobierno, regresó a la docencia universitaria, siendo nombrado catedrático principal de historia de la filosofía de la facultad de Letras de San Marcos y subdecano de la misma.
El presidente Mariano Ignacio Prado sostuvo una conferencia con él, poco antes de emprender su tan criticado viaje al extranjero en plena guerra del Pacífico. Cuando Nicolás de Piérola dio el golpe de Estado que instauró la dictadura, Lissón fue el único funcionario que presentó su renuncia (diciembre de 1879).
Durante la ocupación chilena, integró el congreso de Chorrillos como senador por Junín (1881)[cita requerida]. Se esforzó en seguir dictando clases universitarias, pese a que la universidad de San Marcos había sido saqueada por los invasores chilenos, que la dejaron hasta sin muebles. No dudó en usar su propia casa para continuar su labor docente. Firmada la paz, colaboró en la Reconstrucción Nacional.
En 1884 integró la junta directiva del naciente Partido Liberal, junto con José María Químper, el general José Miguel Medina, Pedro Manuel Rodríguez, Dionisio Derteano, Juan Francisco Pazos, Camilo Carrillo y Luis Felipe Villarán. Este grupo político apoyó al Partido Constitucional, que lanzó la candidatura del general Andrés A. Cáceres a la presidencia en 1886.
Cuando en 1884 falleció Sebastián Lorente Benel, decano de la Facultad de Letras de San Marcos, Lissón lo reemplazó en dicho cargo, siendo reelegido en 1887 para otro periodo de cuatro años. Pero la muerte le sorprendió en 1891, causando conmoción en la sociedad limeña.

## Publicaciones
- La República en el Perú y la cuestión peruano-española (1865), análisis de la relación de Perú con España tras la proclamación de la independencia de 1821.[7]
- Breves apuntes sobre sociología del Perú en 1886 (1887), en donde realizó un profundo análisis de la sociedad peruana, aunque su método no era estrictamente el de la sociología del positivismo. No obstante, se le considerada como el iniciador de dicha ciencia en el Perú.[8][9]

Dejó muchas obras inéditas, entre ellas el drama histórico Bolívar y Monteagudo y la comedia Cupo y viva el orden. Se menciona también otro drama suyo, titulado Al día siguiente de Ayacucho. Así como una obra publicada en Chile, titulada Las revoluciones.